# Justine (película)
Justine es una película estadounidense de 1969 dirigida por George Cukor y protagonizada por Anouk Aimée, Dirk Bogarde, Anna Karina, John Vernon, Philippe Noiret, Robert Forster y Michael York, entre otros. 
Es una adaptación de las cuatro novelas El cuarteto de Alejandría, de Lawrence Durrell.

## Argumento
Una activista judía casada mantiene una relación adúltera con un profesor británico en medio de los conflictos entre judíos y musulmanes de la Alejandría de la década de 1930.

## Otros créditos
- Color: DeLuxe
- Sonido: Westrex Recording System
- Dirección artística: William J. Creber y Jack Martin Smith
- Asistente de dirección: Maurice Vaccarino.
- Sonido: David Dockendorf y Bernard Freericks
- Editor musical: Kenneth Hall.
- Efectos de sonido:
- Efectos especiales:
- Decorados: Raphael Bretton y Walter M. Scott.
- Diseño de vestuario: Irene Sharaff
- Maquillaje: Edwin Butterworth y Daniel C. Striepeke (maquillaje) y Edith Lindon y Dorothy White (peluquería).

## Premios
- La música de Jerry Goldsmith para la película ocupó el tercer lugar en los premios Golden Laurel.

- La fotografía de Leon Shamroy quedó en quinto lugar en los premios Golden Laurel.